# Norra regionen (region i Kamerun)
Norra regionen (engelska: North Province, franska: Province du Nord, engelska: North Region, franska: Région du Nord) är en region i Kamerun. Den ligger i den nordöstra delen av landet, 600 km nordost om huvudstaden Yaoundé. Antalet invånare är 1 687 959. Arean är 66 090 kvadratkilometer. Norra regionen gränsar till Nordligaste regionen och Adamaouaregionen. 
Terrängen i Norra regionen är huvudsakligen kuperad, men åt nordost är den platt.
Norra regionen delas in i:
- Département de la Bénoué
- Mayo-Rey
- Mayo-Louti
- Faro Department
- Mayo Hourna

Följande samhällen finns i Norra regionen:
- Garoua
- Guider
- Figuil
- Lagdo
- Touboro
- Tcholliré
- Pitoa
- Rey Bouba
- Poli